# Lee Horsley
Lee Arthur Horsley (Muleshoe, 15 maggio 1955) è un attore statunitense.
Attivo nel cinema, in televisione e in teatro, è noto principalmente per i ruoli da protagonista nelle serie televisive Nero Wolfe (1981), Matt Houston (1982-1985) e Paradise (1988-1991). Ha recitato nel film cult La spada a tre lame (1982) e ha registrato l'edizione audiobook del romanzo western Un volo di colombe.

## Carriera
Horsley ha iniziato la sua carriera di attore partecipando a produzioni teatrali di West Side Story, Damn Yankees e Oklahoma!. Nel 1981 ha interpretato il detective Archie Goodwin nella serie televisiva della NBC Nero Wolfe. È stato quindi il protagonista nella serie poliziesca Matt Houston della ABC, dal 1982 al 1985, e ha interpretato Ethan Allen Cord nella serie Paradise (1988-1991), vincitrice del Western Heritage Award. Ha poi avuto un ruolo da protagonista nella serie poliziesca della CBS Indagini pericolose (1992-1993), al fianco di un giovane George Clooney.
Ha recitato anche insieme a Lynda Carter nella serie Hawkeye, ambientata all'epoca della guerra francese e indiana. Ha inoltre interpretato il ruolo di Rafe Beaudeen in Nord e Sud II, e di Nick Burnham nella miniserie di Danielle Steel, Crossings, con Jane Seymour e Christopher Plummer.
È stato il protagonista nel lungometraggio cult La spada a tre lame (1982) ed è apparso nel suo sequel Tales of an Ancient Empire (2010). Ha registrato l'edizione audiobook del romanzo Un volo di colombe di Larry McMurtry. Horsley è apparso in due western diretti da Quentin Tarantino: Django Unchained (2012), nel ruolo dello sceriffo Gus, e The Hateful Eight (2015), nel ruolo di un conducente di diligenze.
Nella stagione 1987-1988 ha recitato nel musical di Jerry Herman Mack and Mabel, alla Paper Mill Playhouse di Millburn, New Jersey, con Janet Metz, Scott Ellis, Ed Evanko e Ruth Williamson nel cast. La regia è stata affidata a Robert Johanson.

## Vita privata
Horsley è nato a Muleshoe, sede della contea di Bailey (Texas). Cresciuto nell'area di Denver, Colorado, ha cantato nel coro della chiesa e si è diplomato alla Englewood High School nel 1973. Nel 1980 ha sposato Stephanie Downer e ha avuto una figlia, Amber, nel 1981, e un figlio, Logan, nel 1983. Horsley è un amante della vita all'aria aperta, cavallerizzo esperto e ha partecipato anche a rodei. È inoltre scrittore di romanzi western.

## Filmografia parziale

### Cinema
- La spada a tre lame (The Sword and the Sorcerer), regia di Albert Pyun (1982)
- Django Unchained, regia di Quentin Tarantino (2012)
- The Hateful Eight, regia di Quentin Tarantino (2015)

### Televisione
- Nero Wolfe – serie TV, 14 episodi (1981)
- Matt Houston – serie TV, 67 episodi (1982-1985)
- The Wild Women of Chastity Gulch, regia di Philip Leacock – film TV (1982)
- Love Boat (The Love Boat) – serie TV, 2 episodi (1983)
- Agatha Christie: 13 a tavola (Thirteen at Dinner), regia di Lou Antonio – film TV (1985)
- Nord e Sud II (North and South, Book II) – miniserie TV, 6 episodi (1986)
- Paradise – serie TV, 56 episodi (1988-1991)
- Indagini pericolose (Bodies of Evidence) – serie TV, 13 episodi (1992-1993)

## Doppiatori italiani
Nelle versioni in italiano delle opere in cui ha recitato, Lee Horsley è stato doppiato da:
- Stefano Carraro in Matt Houston, Paradise
- Gino La Monica in Nero Wolfe
- Massimo Corvo in Terrore in alto mare
- Angelo Maggi in Nightmare Man
- Luciano De Ambrosis in Django Unchained
- Carlo Valli in The Hateful Eight